# Teatro Sociale (Crema)
Il Teatro Sociale è stato un teatro di Crema.

## Teatro nei cortili e la prima sala
La prima notizia certa di una rappresentazione teatrale a Crema risale all'11 febbraio 1526 con una commedia recitata nell'abitazione di Sermone Vimercati. Da allora le cronache riportano frequenti allestimenti di opere teatrali, per lo più nei cortili dei palazzi nobiliari, ma si ha notizia di recite anche nella residenza vescovile.
Nel 1643 una sala del palazzo Comunale fu messa a disposizione per la rappresentazione di un dramma musicale con scene dipinte da Gian Giacomo Barbelli; tale sala era stata affidata all'Accademia dei Sospinti, un'associazione nata per scopi culturali e letterari.
Nel 1681 con l'acquisto di due abitazioni contigue al palazzo Comunale la sala venne ampliata permettendo l'allestimento di 38 palchetti su due ordini. Il luogo dove fosse collocata dovrebbe essere l'ala del palazzo a destra dell'arco del Torrazzo (guardando il duomo).
La sala non durò a lungo: nel 1716, dopo un incendio ad un teatro di Milano, le autorità ne decretarono la chiusura per motivi di sicurezza: un eventuale rogo avrebbe facilmente avuto ragione delle abitazioni confinanti e il contiguo archivio.

## Il nuovo teatro

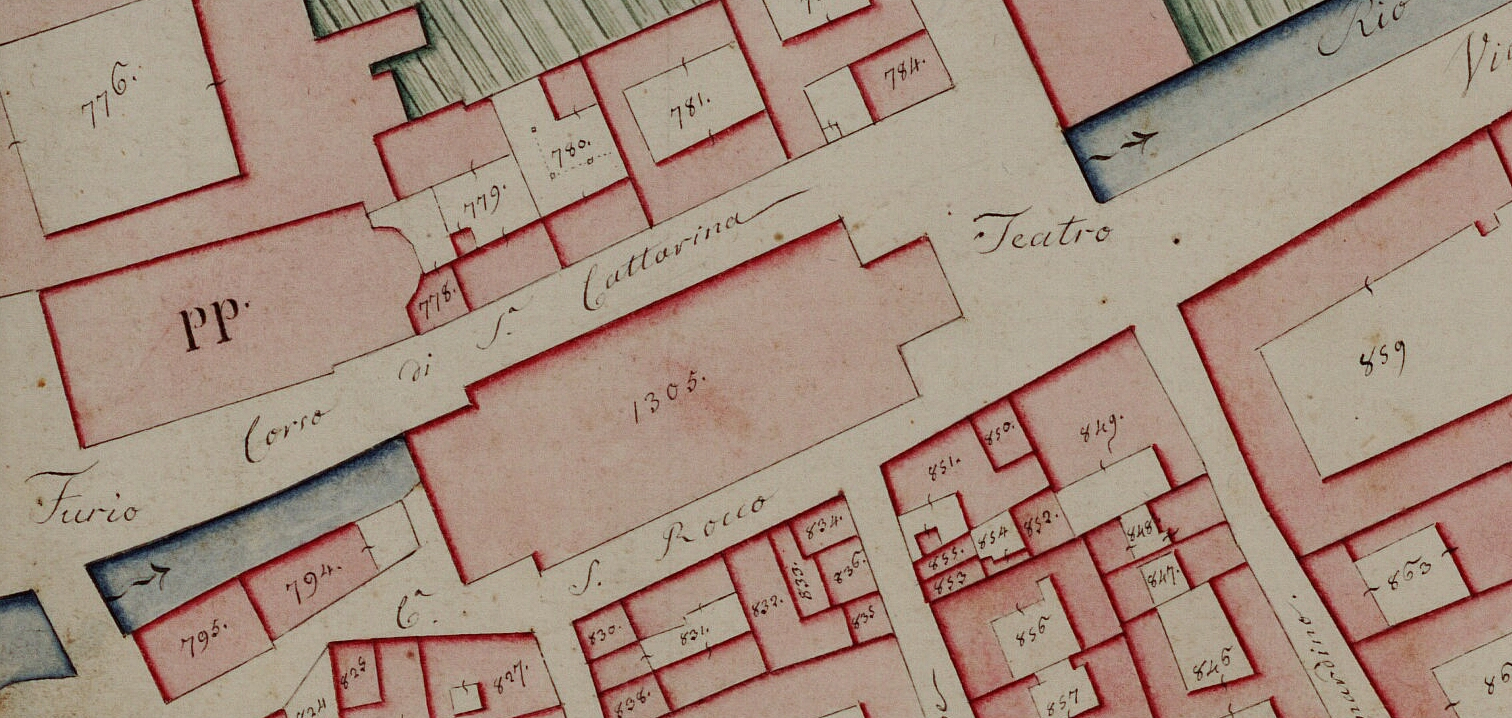
Estratto della "Mappa originale del Comune censuario di Crema città", anno 1814, conservata presso l'Archivio di Stato di Milano; vi si ravvisa la forma del teatro sociale costruito coprendo una parte della roggia Crema e collocato tra il Corso di S. Cattarina e il Corso S. Rocco.

Dopo la chiusura della sala allestita nel palazzo Comunale su iniziativa di Cornelia Benzoni (cremasca e moglie del podestà Camillo Trevisani) il 12 luglio 1716 venne votata dal Consiglio Generale (con 38 favorevoli e 18 contrari) la costruzione di un nuovo teatro.
Il luogo fu individuato in una zona prossima alla roggia Crema (derivata dalla roggia Rino) e la chiesetta di San Rocco. La posa della prima pietra fu posta durante una cerimonia ufficiale il giorno 28 dello stesso mese. L'inaugurazione del teatro terminato avvenne quattro anni dopo, nel 1720.

## L'edificio del Piermarini

### Vicende costruttive dal 1782 al 1929

Esterno del Teatro Sociale di Crema come appariva prima del 1929)

Nel 1782 e, successivamente, nel 1784, il Consiglio dei Palchettisti approvò un ingrandimento del teatro. Il progetto venne affidato a Giuseppe Piermarini e il teatro costò 138.098 lire venete. Le decorazioni interne furono eseguite da Pietro Gonzaga. L'inaugurazione avvenne il 29 settembre 1786 con la rappresentazione del Demofoonte di Pietro Metastasio.
Lavori stradali con selciatura furono intrapresi attorno al teatro nel 1821 per favorirne l'accesso con le carrozze. L'anno successivo furono rifatti i decori interni ad opera di Gaetano Vaccani il quale dipinse l'erma di Euripide al centro dell'arcivolto; sui parapetti della prima file le effigi di Pietro Metastasio, di Vittorio Alfieri e di Carlo Goldoni. Alla seconda fila la Tragedia, la Verità, una Vestale, Arianna, Didone, la Concordia, Minerva, lo Studio, Ifigenia, La Declamazione, la Prudenza e Saffo. Al terzo ordine emblemi della musica; al quarto fu dipinta Tersicore che istruisce dei puttini alla danza. Il teatro fu dotato, inoltre, di quattro nuovi scenari di Sanquirico. Infine, fu allestito un riscaldamento a stufe.
Altri lavori furono compiuti nel 1838 con la sostituzione del quarto ordine di palchi del loggione.
Risalgono al 1873 lavori generali di ripulitura, mentre nel 1895 fu rivista l'illuminazione a gas ed eliminata una ringhiera che separava l'orchestra dalla platea.

### I lavori degli anni 1929/1930

Esterno del Teatro Sociale di Crema dopo i restauri del 1929/1930 (foto scattata il giorno dopo l'incendio)

I palchettisti, in una riunione tenutasi nell'aprile 1929, deliberarono una serie di cambiamenti per venire incontro a nuove esigenze di tecniche teatrali. Il progetto fu dell'ingegner Giovan Battista Donati de' Conti: sopra il palco fu costruita una sorta di torretta per favorire il cambio delle scenografie. Intervento importante fu compiuto sul portico antistante l'ingresso che fu allargato per coprire tutta la larghezza dell'edificio e innalzato al centro, così da risistemare meglio il vestibolo, la biglietteria, il guardaroba e i servizi igienici. Vennero ridipinti i parapetti e cambiate le tappezzerie dei palchi.
Furono allestiti termosifoni e l'illuminazione elettrica: al centro del soffitto fu appeso un lampadario in vetro di Murano.
Il costo dei lavori ammontò a 927.381 lire e l'inaugurazione avvenne il 13 febbraio 1930 con l'esibizione della Turandot di Giacomo Puccini, preceduta da discorsi commemorativi.

### L'incendio, possibili cause, ipotesi di ricostruzione
Nella notte tra il 24 gennaio e 25 gennaio 1937, un'ora dopo il termine dell'esibizione della Compagnia Veneta di Gino Cavalieri (i cui attori avevano rappresentato I Balconi sul Canalazzo di Giacinto Gallina) e dell'uscita del pubblico, residenti e sparuti passanti diedero l'allarme per il fumo proveniente dal teatro.
Accorsero i pompieri di Crema, poi raggiunti nella notte anche da unità provenienti da Lodi e Cremona, i quali si adoperarono per domare l'incendio che, tuttavia, divampò velocemente distruggendo palcoscenico e tetto; solo alle 10 del mattino successivo fu domato. Rimasero integri il ridotto, l'archivio, l'ingresso e parte dei camerini.
Le circostanze non furono mai chiarite e per questo vi furono immediati sospetti di dolosità: la vendetta di un palchettista, un inserviente licenziato; o forse, più probabilmente, la causa fu un cortocircuito e le ampie strutture in legno furono l'innesco per il propagarsi delle fiamme.

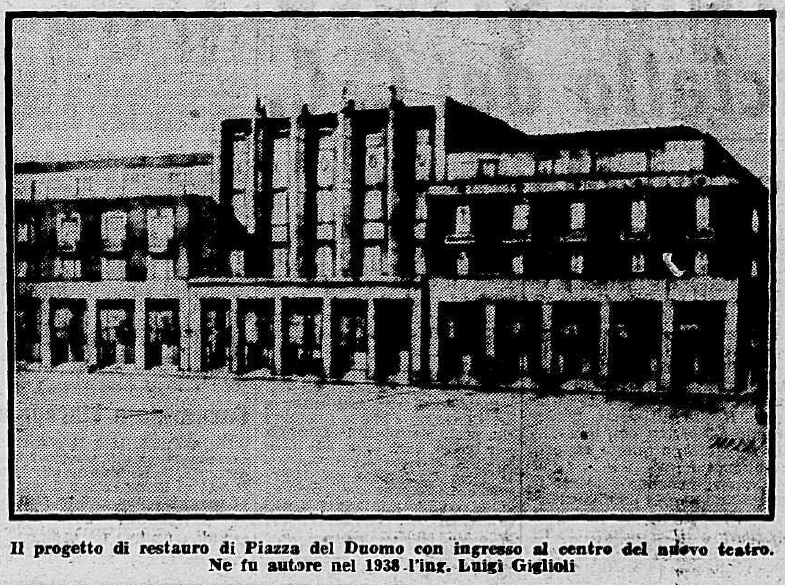
Ipotesi del nuovo Teatro sociale che avrebbe dovuto sostituire l'isolato sud di piazza Duomo, secondo un progetto dell'ingegner Luigi Giglioli (pubblicato sul quotidiano La Provincia del 1º febbraio 1956).

Il 14 febbraio i palchettisti deliberarono di mettere a disposizione del comune, a titolo di prestito, la somma che sarebbe stata erogata dalle società assicuratrici. Il podestà Antonio Premoli inizialmente assicurò un'iniziativa per la ricostruzione; ma subentrò un progetto dell'architetto Carmelo Fadini – che proponeva un “risanamento” del centro storico – cosicché la deliberazione dei palchettisti non ebbe seguito; l'amministrazione quindi decise nel 1938 di far demolire i muri perimetrali.
Alcuni professionisti proposero altri progetti di ricostruzione, come l'impiego dei giardini pubblici di Porta Serio (architetto Sigismondo Martini) oppure in piazza Giuseppe Garibaldi in luogo del macello pubblico
Nel 1939 venne approvato un progetto dell'impresa dell'ingegner Carmelo Fordini di Milano che presentò un progetto firmato dall'ingegner Luigi Giglioli: prevedeva la demolizione delle abitazioni comprese tra piazza Duomo e piazza Trento (l'antica Piazza delle Erbe, dal 1970 piazza Istria e Dalmazia) con la conseguente costruzione di un nuovo edificio in stile razionalista.
L'improvviso decesso del nuovo podestà Fadini e il sopravvento della seconda guerra mondiale sospese ogni azione e nessun progetto fu ripreso al termine del conflitto. Bisognerà attendere il 1999 affinché all'interno di una chiesa sconsacrata venisse allestito il Teatro San Domenico.
Il luogo dove si trovava il teatro (tra le vie san Rocco e santa Caterina), con delibera podestarile datata 9 marzo 1939 prese il nome di piazza Guglielmo Marconi.